# Ullånger
Ullånger est une localité de Suède appartenant à la commune de Kramfors, dans le comté de Västernorrland. Sa population s'élève à 606 habitants.